# Rue Jean-Baptiste-Say (Lyon)
Pour les articles homonymes, voir Rue Jean-Baptiste-Say.
La rue Jean-Baptiste-Say est une voie du quartier des pentes de la Croix-Rousse dans le 1er arrondissement de Lyon, en France.

## Situation et accès
Elle commence boulevard de la Croix-Rousse et se termine rue Pouteau en face de la rue Général-de-Sève. Elle est à double-sens cyclable avec un stationnement des deux côtés. Les rues du Bon-Pasteur, des Pierres-Plantées et de Crimée se terminent sur cette voie. 
La circulation se fait dans le sens inverse de la numérotation du boulevard de la Croix-Rousse aux rues du Bon-Pasteur et des Pierres-Plantéespuis dans le sens de la numérotation à partir de ces dernières rues à la rue Pouteau.C'est aussi dans cette partie de la rue que se trouve l'arrêt de bus Sève de la ligne  .

## Origine du nom
La rue doit son nom à Jean-Baptiste Say (1767-1832), économiste libéral lyonnais auteur du Traité d'économie politique et entrepreneur spécialisé dans le coton. Il est aussi connu pour la loi des débouchés dite loi de Say.
Son frère Louis Say (1774-1840), lui aussi né à Lyon, est un industriel fondateur à Nantes de la société sucrière Louis Say et Ciequi deviendra Béghin-Say en 1972.

## Histoire
À Lyon, il y avait autrefois des propriétés qui portaient le nom de clos. Sur les pentes de la Croix-Rousse, on compte le Clos Riondel et le Clos Flandrinqui sont contigus,ou le Clos Champavert.
En 1823, des actionnaires achètent le Clos Riondel pour y créer un nouveau quartier ; des rues sont ouvertes (les rues Saint-François-d'Assise, de l'Alma, Vauzelles, Ozanam, Sainte-Clotilde et de Crimée) qui sont données en 1853 à la ville de Lyon à condition que la municipalité prenne en charge les frais de pavage et d'éclairage. 
En 1847, après la mort de la propriétaire du Clos Flandrin et malgré un procès des légataires universels, le Clos Flandrin est, lui aussi, morcelé peu à peu pour en faire des logements.
Les rues portent au départ le nom de Flandrin selon leur situation géographique ; il y a la rue du Clos-Flandrin (rue de Crimée), la rue au centre du Clos-Flandrin (rue Rast-Maupas), la rue au couchant du Clos-Flandrin (rue Raymond)et la rue au levant du Clos-Flandrin qui devient rue Jean-Baptiste-Say par délibéré du conseil municipal du 30 avril 1858.

Au No 15, maison natale de Marius Berliet (1866-1949), constructeur automobile de voitures et camions.